# Laubbühl
Der Laubbühl ist ein 643 m hoher, stark bewaldeter Berg drei Kilometer nordöstlich der Stadt Selb im Landkreis Wunsiedel im Fichtelgebirge. Er liegt 2,2 km von der Staatsgrenze nach Tschechien entfernt, die im Osten verläuft. An der Bergwestseite liegt der Weiler Laubbühl, ein Gemeindeteil der Stadt Selb. Im Norden und Westen umfließt der Selbbach den Berg.

## Karten
Topografische Karte des Bayerischen Landesvermessungsamtes, Maßstab 1:25.000, Nr. 5838 Selb und 5839/40